# Marie-Pier Préfontaine
Marie-Pier Préfontaine, née le 18 octobre 1988 à Sainte-Agathe-des-Monts (Québec), est une skieuse alpine canadienne. Sa discipline de prédilection est le slalom géant.

## Biographie
Ses débuts en compétition FIS ont lieu en 2003. Elle prend son premier départ en coupe du monde lors du slalom géant de Semmering en décembre 2006. Elle a marqué ses premiers points avec une 25e place en novembre 2009 à Aspen.
Elle a participé aux Jeux olympiques de Vancouver en février 2010 dans le slalom géant (29e).
En février 2011, elle obtient son premier top 10 en Coupe du monde en terminant 9e à Arber-Zwiesel.
En février 2014, elle a participé à ses deuxièmes Jeux olympiques à Sotchi où elle termine vingtième du super G et ne termine pas le slalom géant. En décembre 2014, elle obtient le meilleur résultat de sa carrière en Coupe du monde au slalom géant de Kühtai.
Elle prend sa retraite sportive en 2016.

## Palmarès

### Jeux olympiques d'hiver
| Épreuve / Édition | Descente | Super G | Slalom géant | Slalom | Super combiné |
| JO 2010 Vancouver | —        | —       | 29e          | —      | —             |
| JO 2014 Sotchi    | —        | 20e     | Abandon      | —      | —             |

Légende :
- — : Elle n'a pas participé à cette épreuve

### Championnats du monde
| Épreuve / Édition                    | Descente | Super G | Slalom géant | Slalom | Super combiné |
| ------------------------------------ | -------- | ------- | ------------ | ------ | ------------- |
| Mondiaux 2009 Val-d'Isère            | -        | -       | 35e          | -      | -             |
| Mondiaux 2011 Garmisch-Partenkirchen | -        | 24e     | 24e          | -      | -             |
| Mondiaux 2013 Schladming             | -        | 28e     | 28e          | -      | -             |
| Mondiaux 2015 Beaver Creek           | -        | -       | 27e          | -      | -             |

### Coupe du monde
- Meilleur classement général : 57e en 2015.
- Meilleur résultat : 6e.

#### Différents classements en Coupe du monde
| Année/Classement | Général | Général | Descente | Descente | Slalom géant | Slalom géant | Slalom | Slalom | Super G | Super G | Combiné | Combiné |
| Année/Classement | Class.  | Points  | Class.   | Points   | Class.       | Points       | Class. | Points | Class.  | Points  | Class.  | Points  |
| ---------------- | ------- | ------- | -------- | -------- | ------------ | ------------ | ------ | ------ | ------- | ------- | ------- | ------- |
| 2010             | 125e    | 6       | -        |          | 48e          | 6            | -      | -      | -       | -       | -       | -       |
| 2011             | 86e     | 49      | -        | -        | 27e          | 49           | -      | -      | -       | -       | -       | -       |
| 2012             | 86e     | 32      | -        | -        | 40e          | 17           | -      | -      | 38e     | 15      | -       | -       |
| 2013             | 73e     | 60      | -        | -        | -28e         | 60           | -      | -      | -       | -       | -       | -       |
| 2014             | 74e     | 53      | -        | -        | 25e          | 53           | -      | -      | -       | -       | -       | -       |
| 2015             | 57e     | 108     | -        | -        | 15e          | 108          | -      | -      | -       | -       | -       | -       |
| 2016             | 67e     | 84      | -        | -        | 26e          | 81           | -      | -      | -       | -       | 48e     | 3       |

### Championnats du Canada
- 1re en slalom géant en 2014 et 2015.

### Coupe nord-américaine
- Vainqueur du classement du slalom géant en 2011.
- 15 victoires.